# Synagoge (Heidenheim)

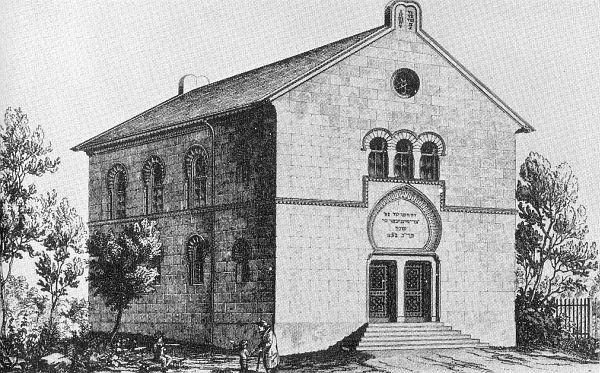
Historische Zeichnung der Synagoge

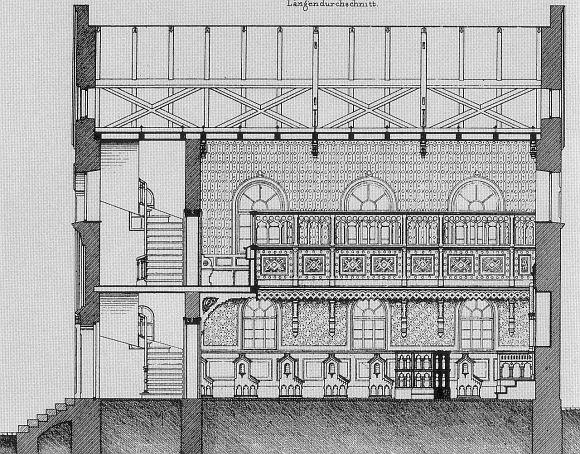
Längsschnitt

Die Synagoge Heidenheim stand im Markt Heidenheim im heutigen mittelfränkischen Landkreis Weißenburg-Gunzenhausen in der Hechlinger Straße 5.

## Geschichte
Die Synagoge wurde 1853 an der Stelle einer abgebrannten älteren Synagoge von Eduard Bürklein (1816–1871) im sogenannten Ledergassenviertel errichtet und am 28. Oktober 1853 eingeweiht. In der Folgezeit blieb der Bauzustand unverändert, bis sie in der sogenannten Reichspogromnacht am 9. November 1938 niedergebrannt wurde. Die erhaltene Bausubstanz wurde ab 1939 als Lagerhaus genutzt, aber in den 1980er Jahren abgebrochen; auf dem Gelände steht jetzt ein Bankgebäude. 1988 wurde ein Gedenkstein errichtet.

## Bau
Die Synagoge besaß im Erdgeschoss einen Vorraum, den Betsaal und die Treppe zur Frauengalerie, die sich im Obergeschoss befand. Der Betsaal hatte 60 Plätze, die Frauengalerie 40. Bürklein verwendete beim Bau orientalische Motive. Die mit einem abwechselnd ahorn- und eichenholzfarbigen Anstrich versehene Einrichtung bestand überwiegend aus Eichen- und Fichtenholz und war mit Verzierungen in dunkler Holzfarbe versehen. Die Seitenwände des Betsaals waren teppichartig in violetter, grüner und gelber Farbe gestaltet, die Decke durch Balken in mehrere Felder geteilt. Der teilweise in Sandstein, teilweise aus verputztem Kalkstein ausgeführte Außenbau wies zwei übereinander liegende Fensterreihen auf, die Westfassade als Hauptfassade besaß nebeneinander liegende Eingänge für Männer und Frauen mit drei gekoppelten Hufeisenbogenfenstern darüber und im Giebel einem kleinen Rundfenster. Auch die Fenster des Betsaals in den Seitenwänden waren äußerlich als Hufeisenbogen gestaltet, während sie der Konstruktion nach Rundfenster waren. Das Hauptgesims bezog die beiden Gesetzestafeln auf dem Giebel mit ein.
Der Bau diente als Vorbild für die erhaltene Synagoge in Hainsfarth bei Oettingen in Bayern (Landkreis Donau-Ries) und als Inspiration für die 1867 in Horsens (Dänemark) gebaute Synagoge.